# سینمای ایکیتوس

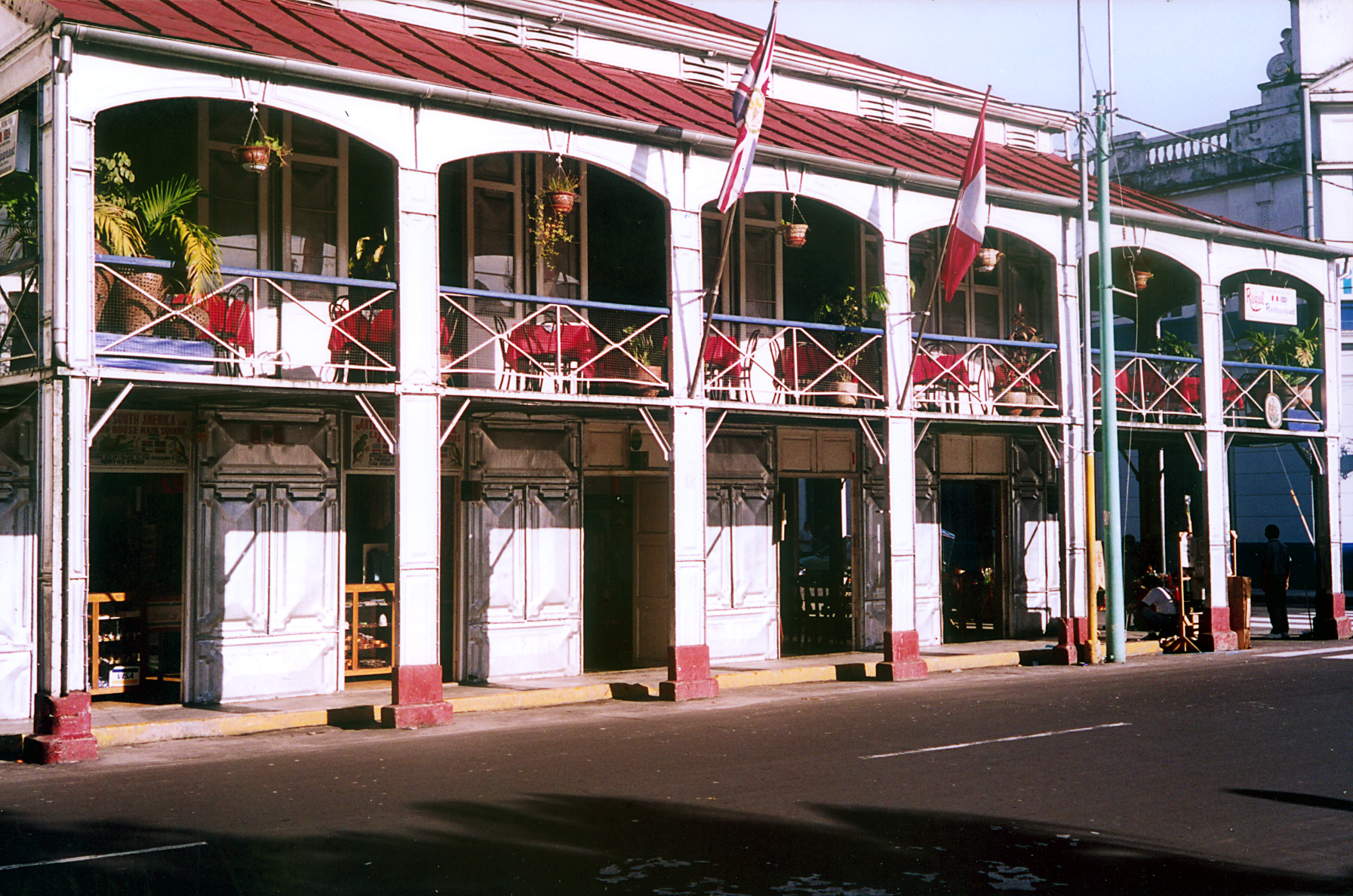
بنای موسوم به ساختمان آهنی، اولین محل نمایش فیلم در منطقه لورتو

سینمای ایکیتوس (انگلیسی: cinema of Iquitos) که با عنوان سینمای آمازونی (Amazonian cinema) نیز شناخته می‌شود، یک منطقه پیشگام و توسعه یافته در سینمای پرو است. ایکیتوس (به اسپانیایی: Iquitos) یک شهر در پرو است که در منطقه لورتو واقع شده‌است. رونق تجارت کائوچو در این منطقه باعث شد سینما به صورت ابتدایی وارد این سرزمین شود. اگرچه تاریخ مشخصی برای شروع یا بروز و ظهور سینما در ایکیتوس وجود ندارد. پیشگام سینما در منطقه لورتو به عنوان مهمترین قسمت در سینمای ایکیتوس آنتونیو وونگ رینگیفو بود. پس از وی بزرگانی نظیر ورنر هرتسوگ، آرماندو روبلس گودوی، نورا ایسکو، فدریکو گارسیا و دوریان فرناندز موریس در این سرزمین شروع به فیلم‌سازی کردند.

## پیشینه
وونگ رینگیفو در سال ۱۹۳۶ اولین فیلم بلند مستند تاریخ منطقه لورتو و سینمای ایکیتوس به نام زیر آفتاب لورتو (اسپانیایی: Bajo el sol de Loreto) را با الهام از فرهنگ منطقه ایکیتوس و پیشینه و تاریخ مردم آمازون ساخت. فیلمی که عمده کارهای نویسندگی، فیلمبرداری و کارگردانی‌اش با خود او بود.
۲۰ سال پس از آن رینگیفو با تأسیس استودیو وونگ فیلمسازی مستند و داستانی را ادامه داد. با این همه اولین فیلم ساخته شده در این منطقه به سال ۱۹۰۰ برمی‌گردد. چند فیلم‌کوتاه ساخته شده در این دوران عمدتاً با دستگاه نمایش ادیسون (پروژکتوری با استفاده از لامپ کاربیدی) در ساختمانی به نام Casa de Fierro به معنای خانه آهنی نمایش داده می‌شد. این ساختمان در دوران اوج تجارت کائوچو محل مهمی برای بازرگانان بود. ایکیتوس همچنین به‌طور ضمنی کنایه از سینمای آمازون پرو دارد.

## دهه ۷۰ و ۸۰
در ۱۹۶۷ آرماندو روبلس گودوی فیلمساز پرویی با نویسندگی و کارگردانی فیلم هیچ ستاره‌ای در این جنگل نیست (En la selva no hay estrellas) اولین فیلم بین‌المللی تاریخ سینمای ایکیتوس را ارائه کرد. هیچ ستاره‌ای در این جنگل نیست موفق به دریافت جایزه طلایی پنجمین دوره جشنواره فیلم مسکو شد و از سوی سینمای پرو به عنوان نماینده این کشور به چهلمین دوره جوایز اسکار معرفی گردید که البته در بین نامزدها قرار نگرفت.
دهه ۷۰ اوج فیلمسازی بین‌المللی در منطقه ایکیتوس بود. در سال ۱۹۷۲ ورنر هرتسوگ فیلم حماسی-تاریخی آگیره، خشم پروردگار را در این منطقه ساخت. این فیلم داستان سفر یک سردار اسپانیایی با نام لوپه دو آگوئیره و گروهی از کاشفان و کشورگشایان اسپانیایی را در قرن شانزدهم دنبال می‌کند که در پی کشف شهر افسانه‌ای الدورادو هستند. شهری که گفته می‌شد در بین جنگل‌های انبوه قرار گرفته و همه چیز آن از طلاست. آن‌ها در طول رودخانه عظیم آمازون پیش می‌روند و در خطر سرخ‌پوستان بومی، اینکاها و اختلافات داخلی و دیوانگی‌های آگوئیره هستند. ۱۰ سال پس از آن ورنر هرتسوگ مجدداً به این منطقه رفت و فیلم فیتزکارالدو را در ژانر درام کارگردانی کرد.

## فیلم‌هایی که تمام یا بخشی از آن در ایکیتوس فیلمبرداری شده‌اند

آگیره، خشم پروردگار ۱۹۷۲ ساخته ورنر هرتسوگ

- آبی بیکران
- آگیره، خشم پروردگار
- ارابه خدایان
- پسرم، پسرم، چه کرده‌ای؟
- پیرمرد و دریا
- جهنم سبز
- خاطرات موتورسیکلت
- روبات
- فیتزکارالدو
- موزها
- وب